# Lea Koenig
Lea Koenig Stolper (ur. 30 listopada 1929 w Łodzi) – izraelska aktorka i pieśniarka pochodząca z Polski, nazywana „pierwszą damą izraelskiego teatru”.
Mówi w języku angielskim, hebrajskim, rosyjskim, polskim, rumuńskim, niemieckim i jidysz.

## Życiorys
Lea Koenig urodziła się w Łodzi, w żydowskiej rodzinie, jako córka aktorki Diny Koenig i Józefa Kamienia, artysty, członka zespołu „Wilner Tropez”. Pod koniec II wojny światowej wyemigrowała z matką do Rumunii, gdzie aktorka rozpoczęła studia na Akademii Sztuk Pięknych w Bukareszcie, a także zadebiutowała w tamtejszym Teatrze Żydowskim. Ojciec Lei Koenig zginął podczas Holocaustu w 1942 roku. W 1961 przeniosła się do Izraela.
Występowała w teatrze i filmie, zarówno w języku hebrajskim i jidysz.
W 1987 zdobyła nagrodę Teatru Izraelskiego, w 2008 tytuł doktora honoris causa uniwersytetu w Tel-Awiwie, a w 2010 doktorat honoris causa na Uniwersytecie Bar-Ilan.
W latach 90. i 2000. Lea Koenig sporadycznie występowała w Polsce, m.in. podczas festiwali Warszawa Singera.
W 2017 wystąpiła w filmie Klub literatury pięknej w roli Madam Yankel.
W 2018 zastąpiła zmarłą Hannę Rieber w roli Malki, nestorki fikcyjnej rodziny Sztislów w serialu Sztisel.